# If You Don't Wanna Love Me
Singles de Tamar Braxton
Get None
(1999) Love and War
(2012)
If You Don't Wanna Love Me est une chanson de Tamar Braxton, sortie le 7 mars 2000. La chanson est le second single extrait de l'album Tamar. Elle est écrite par Christopher Stewart et par LaTocha Scott et composée par Christopher Stewart.

## Composition
If You Don't Wanna Love Me est une ballade R&B qui parle de rupture.

## Performance commerciale
La chanson se classe dans le top 30 au Billboard Hot 100.

## Vidéoclip
Le clip dévoile Tamar en train de chanter dans une forêt enneigée.

## Pistes et formats
U.S. CD single
1. If You Don't Wanna Love Me - 4:13

## Classement
| Pays                           | Meilleure position |
| ------------------------------ | ------------------ |
| États-Unis (Billboard Hot 100) | 30                 |